# Genadij Rumlena
Genadij Rumlena (* 11. května 1950) je český herec, od roku 1976 člen Divadla Járy Cimrmana. Původně působil jako jevištní technik, ale přes příležitostné role menšího rozsahu se postupně stal kmenovým hercem souboru.
Jeho žena Jana Rumlenová (rozená Pazderníková, * 1960) působí v divadle jako ředitelka. Jeho syn Lukáš Rumlena je herec v improvizační skupině Pade na Pade. 

## Umělecká činnost

### Divadelní role
- Afrika (Bohuslav Puchmajer)
- Blaník (Šlupka, Veverka z Bitýšky)
- Cimrman v říši hudby (inženýr Wagner)
- České nebe (K. H. Borovský, Radecký)
- Dlouhý, Široký a Krátkozraký (pocestný, král)
- Dobytí severního pólu (náčelník, bratr Beran)
- Lijavec (poručík Pihrt)
- Němý Bobeš (Bobeš, lékař)
- Švestka (Eda Wasserfall)
- Vražda v salonním coupé (stevard)
- Akt (Dr.Turnovský)
- Záskok (Vlasta)
- Vyšetřování ztráty třídní knihy (Ředitel)
- Hospoda na Mýtince (Trachta)
- Posel z Liptákova (Schmoranz)

### Filmografie
- 1984 Rozpuštěný a vypuštěný (známý svůdce žen Franta Jetel)
- 1987 Nejistá sezóna (kulisák Žemla)